# Andrade Corner (California)
Andrade Corner es un área no incorporada ubicada en el condado de Los Ángeles en el estado estadounidense de California.

## Geografía
Andrade Corner se encuentra ubicada en las coordenadas 34°38′55″N 118°22′37″O / 34.64861, -118.37694.